# Casa consistorial de Allande
El ayuntamiento de Allande es la casa consistorial del concejo asturiano de Allande. Está situado en la parroquia de Pola de Allande.
Es obra del arquitecto Regino Pérez de la Sala y data de 1907. Tiene frontones curvos y rectos, pilastras acanaladas y cartela.